# Cryopterygius
Cryopterygius (betekent 'bevroren vin' in het Grieks) is een geslacht van uitgestorven ophthalmosauride ichthyosauriërs, bekend uit het Laat-Jura van centraal-Spitsbergen, Noorwegen. 
De typesoort Cryopterygius kristiansenae werd in 2012 benoemd door Patrick Druckemiller. Hij is bekend van een enkel, maar grotendeels compleet exemplaar uit de Slottsmøya-afzetting van de Agardhfjelletformatie (Midden-Volgien/Laat-Tithonien, Laat-Jura), het holotype PMO 214.578. De soortaanduiding eert Lena Kristiansen.
Met een totale lengte van vijfhonderd tot vijfhonderdvijftig centimeter is het een grote ichthyosauriër. Een tweede soort Cryopterygius kielanae werd gevonden in de Kcynia-formatie uit het Laat-Jura van Polen. De soortaanduiding eert Zofia Kielan-Jaworowska. Het is gebaseerd op holotype GMUL 2579-81, kleiner dan de typesoort, met een lengte van driehonderdvijftig tot vierhonderd centimeter. 
In 2019 werd Cryopterygius gezien als een jonger synoniem van Undorosaurus; de tweede soort werd gehandhaafd.